# RAAF College
O RAAF College (em português: Colégio da Real Força Aérea Australiana (RAAF)) é a academia da RAAF, responsável por formar militares de carreira oficial. O seu quartel-general encontra-se na Base aérea de Wagga. Foi criado no dia 1 de Agosto de 1947 em Point Cook.